# Чуча (Татарстан)
Чуча — деревня в Пестречинском районе Республики Татарстан. Входит в Ковалинское сельское поселение.

## География
Расположена на автомобильной дороге Казань — Тюлячи, в 25 километрах к северо-востоку от административного центра района — села Пестрецы.

## История деревни
Известна с 1654 года как деревня Чеча Новая.
В дореволюционных источниках упоминается также под названием Богородское.
В начале XX века здесь функционировали: церковно-приходская школа (открыта в 1889 году), 2 хлебозапасных магазина, ветряная мельница, 3 мелочные лавки.

 Чуча, Богородское (1042). Дер[евня] при безыимянном ключе, по лев[ую] стор[ону] Зюрейской торг[овой] дороги. От города 65 вёр[ст], вол[остное] прав[ление] — 2 вер[сты]. Состоит в приходе села Пановки, от коего находится в 5 верстах.— Износков И. Список населённых мест Казанской губернии, с кратким описанием их

## Население
| 1782 | 1859 | 1897 | 1908 | 1920 | 1926 | 1949 | 1958 | 1970 | 1979 |
| ---- | ---- | ---- | ---- | ---- | ---- | ---- | ---- | ---- | ---- |
| 31   | ↗253 | ↗502 | ↗547 | ↘519 | ↗579 | ↘229 | ↗248 | ↘125 | ↘75  |
| 1989 | 2010 | 2014 |      |      |      |      |      |      |      |
| ↘51  | ↘18  | ↗20  |      |      |      |      |      |      |      |

До Крестьянской реформы 1861 года жители Чучи относились к категории помещичьих крестьян.
Занимались земледелием, разведением скота.
По состоянию на 1895 год, в Чуче было 50 дворов, в которых проживали 187 мужчин и 189 женщин — бывшие крепостные Аркадия Стрелкова и Михаила Стрелкова. Население разделялось на два сельских общества.
Земля, принадлежавшая Михаилу Стрелкову, была продана Алексею Андреевичу Соколовскому, наследники которого в 1893 году продали её местным крестьянам, «земля же Аркадия Стрелкова сдавалась в аренду сначала Елатичу, а потом Унжениным».
В начале XX века земельный надел сельской общины составлял 1262,5 десятины.
Число жителей: в 1782 году — 31 душа мужского пола; в 1859 году — 253, в 1897 году — 502, в 1908 году — 547, в 1920 году — 519, в 1926 году — 579, в 1949 году — 229, в 1958 году — 248, в 1970 году — 125, в 1979 году — 75, в 1989 году — 51, в 2010 году — 18 человек.

## Административно-территориальная принадлежность
До 1920 года деревня Чуча входила в Пановскую волость Лаишевского уезда Казанской губернии.
С 1920 года — в составе Лаишевского, с 1927 года — Арского кантонов ТАССР. С 10 августа 1930 года — в Пестречинском районе республики.
В настоящее время входит в состав Ковалинского сельского поселения Пестречинского муниципального района Республики Татарстан.

## Люди, связанные с деревней
В Чуче родился кавалер ордена Трудового Красного Знамени Иван Петрович Осипов (1925 — 1995).